# Дондуково (язовир)
 Вижте също: Дондуково (вилна зона).
Язовир Дондуково е язовир в Южна България, разположен в Сърнена Средна гора, във вилна зона Дондуково, която се администрира от община Брезово, област Пловдив. Язовирът се намира на 4 км от село Златосел и 7 км от село Свежен. Захранва се с вода от река Сребра, както и от дъждовни и снежни води.

## История
Язовир Дондуково е създаден през 1962 г., с цел снабдяване с вода близките села, задоволяване нуждите за селското стопанство и осигуряване на вода на населението. Неговото ниво се контролира от Напоителни системи – град Пловдив.

## Животински свят и растителност
Рибите, които се срещат в язовира и са обект на спортен риболов, са: червеноперка, костур, каракуда, шаран, балканска пъстърва. Други водни обитатели са: жаби, водни костенурки (рядко), водни змии, плаващи птици – диви гъски, чайки, черни корморани, рибарчета и други.
Дъното на някои части на язовира е богато на растителност и водорасли.
На места по ниските хълмове около самия язовир има смесени широколистни гори от цер (Quercus cerris) и космат дъб (Quercus pubescens), иглолистни гори -бор, ели и смърч, от черен бор (Pinus nigra), както и открити пространства с влажни ливади и обработваеми земи.

## Туризъм
През топлите месеци на голяма част от бреговете на язовира се виждат лагеруващи риболовци и туристи, някои от тях изкарват там с месеци. Има условия и за къмпинг на самия язовир. Има удобни места за лагеруване и пускане на лодки.
Язовир Дондуково е държавна собственост. Статутът на язовира е свободен, неарендован. Отговаря за ръзвъждане на рибен вид (пъстървови и шаранови).
В близост е хижа „Дондуково“, частна собственост. Разположена е на 500 метра надморска височина. Представлява масивна двуетажна сграда, която е водоснабдена, електрифицирана. Отоплява се с твърдо гориво, има туристическа кухня и столова.

## Вилна зона Дондуково
За да се построи язовир Дондуково са били срутени всички къщи, които са формирали тогавашната вилна зона. След 1962 г. са построени нови вили около язовира, с цел отдих за постоянно или временно пребиваване. Петдесетте вили са заобиколени от борова гора и са разположени около брега на язовира. Мястото е подходящо за туризъм през всеки сезон от годината. Районът на вилното селище е подходящ за лов на благороден елен, зайци, диви прасета. Красивата природа е подходяща за фотосафари и велотуризъм. Около вилната зона по пътя около язовира през лятото има много къпини.